# Randa Siniora
Randa George Yacoub Siniora (c. 1961) es una activista palestina de los derechos humanos y de los derechos de las mujeres. Documentó violaciones de los derechos humanos en los territorios palestinos ocupados durante tres décadas y actualmente es directora general del Women’s Center for Legal Aid and Counseling (WCLAC, en castellano Centro de Mujeres para la Ayuda Legal y el Asesoramiento) en Jerusalén.

## Biografía
Randa Siniora estudió en la Universidad de Essex en el Reino Unido, obteniendo un LLM en Derecho Internacional de los Derechos Humanos, y en la Universidad americana en el Cairo, obteniendo un doctorado en Sociología-Antropología. Su tesis de doctorado, un estudio de las mujeres trabajadoras textiles en Cisjordania que producen bienes para empresas israelíes, fue publicado más tarde por la Universidad Americana. En su tesis Siniora aplicó la teoría de la dependencia de Arghiri Emmanuel y Samir Amin a la situación palestina. Para explicar los niveles relativamente bajos de organización política y laboral entre mujeres, resaltó las continuidades sociales de las estructuras patriarcales que controlaban a las mujeres en el hogar y en el trabajo: 

los empleadores no necesitan usar la fuerza para controlar ... a los trabajadores. En cambio, continuamente intentan establecer una relación paternalista con [ellos]. Intentan convencerlos de que están en la posición de sus padres en el taller y de que son sus 'partidarios' y 'protectores'.

De 1987 a 1997 fue Investigadora Jurídica y Coordinadora del Programa de Derechos de la Mujer en la organización de los derechos humanos Al-Haq. Sus esfuerzos por conseguir un consenso sobre la necesidad de cambios legales para proteger las mujeres fueron interrumpidos por la Primera Intifada:

se hizo imposible centrarse exclusivamente en los aspectos legales y sociales de los derechos de las mujeres, ya que estaban produciéndose violaciones diarias de los derechos humanos contra las mujeres palestinas. Ahora nuestra tarea principal es documentar esas violaciones.

De 1997 a 2001 Siniora fue Jefa de Redes y Abogacía en el Centro de Mujeres para la Asistencia Jurídica y el Asesoramiento. De 2001 a 2005 fue directora general de Al-Haq.
Desde septiembre de 2007 hasta junio de 2015, fue Directora Ejecutiva Senior de la Comisión Independiente de Derechos Humanos (ICHR) en Palestina. En 2015 se convirtió en directora general del Centro de Mujeres para la Asistencia Jurídica y el Asesoramiento.
En octubre de 2018 Siniora se convirtió en la primera activista palestina en dirigirse al Consejo de Seguridad de las Naciones Unidas. Siniora expuso la cuestión de la alta tasa de violencia doméstica, y la creciente tasa de femicidios en los territorios ocupados. También expuso el problema más amplio de la exclusión política de las mujeres:

La ocupación israelí y la crisis humanitaria resultante están profundamente marcadas por el género y exacerban las desigualdades de género existentes. Las mujeres soportan de manera desproporcionada la violencia de la ocupación que soportan todos los palestinos y, muchas veces, con consecuencias específicas de género [...] Se dejó poco espacio para integrar las preocupaciones de las mujeres palestinas en procesos políticos clave, incluso para lograr la condición de Estado palestino o para la reconciliación nacional. La representación de mujeres en puestos clave de toma de decisiones, incluso en instituciones de la Autoridad Palestina, es apenas del 5 por ciento.

## Trabajos
- Palestinian Labor in a Dependent Economy: Women Workers in the West Bank Clothing Industry. Cairo Papers in Social Science, Vol. 12, Monograph 3. Cairo: American University in Cairo Press.
- 'Lobbying for a Palestinian Family Law: The Experience of the Palestinian Model Parliament: Women and Legislation'. Documento para la Conferencia sobre Derecho Familiar Islámico en Oriente Medio y Norte de África, Amán, 2000.